# Día del Arquero

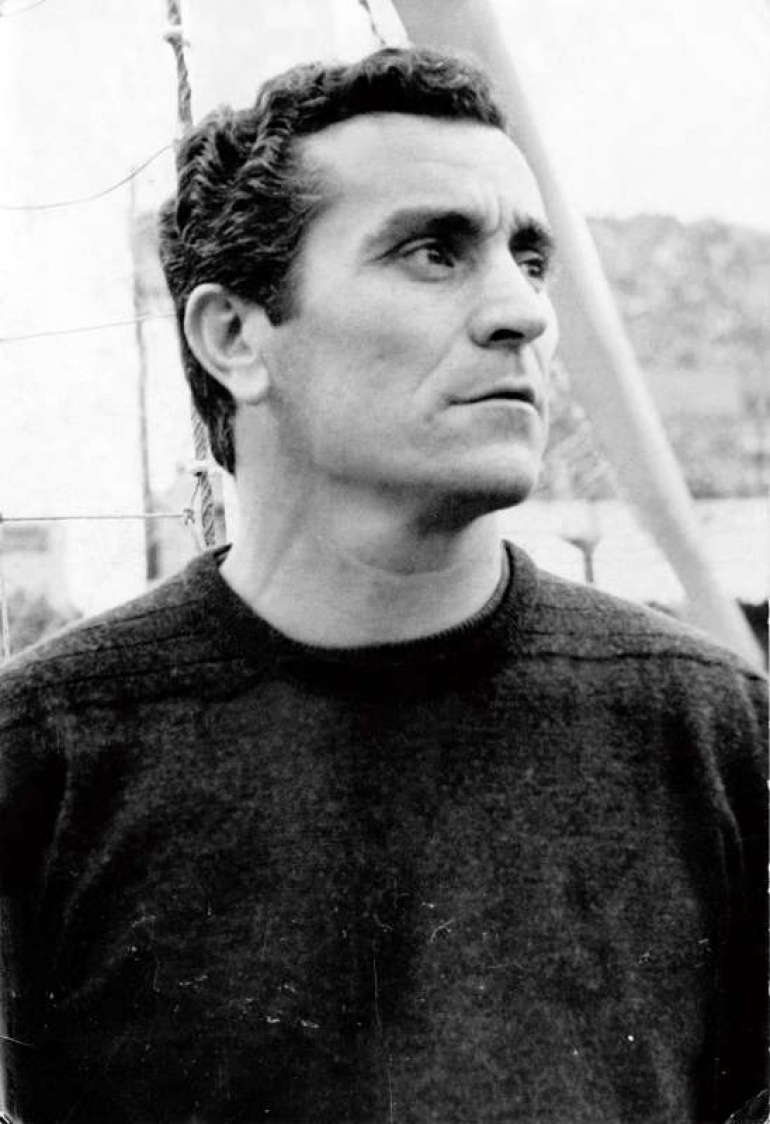
Amadeo Carrizo, el futbolista que inspiró el día que se celebrará el 12 de junio.

El Día del Arquero, oficialmente el Día Nacional del Arquero de Fútbol, es una fecha anual de Argentina en celebración de los futbolistas que se desempeñan como arqueros, instituida el 12 de junio en conmemoración de la fecha de nacimiento de Amadeo Carrizo. Fue establecida en 2011 por el Senado de la Nación Argentina.

## Historia
En 2011, a través de un proyecto presentado por el senador Jorge Banicevich de la provincia de Santa Cruz, en representación del Frente para la Victoria, el Senado de la Nación Argentina estableció que el día 12 de junio sería anualmente una fecha conmemorativa para los futbolistas que se desempeñan como arqueros, siendo este día el natalicio del futbolista santafesino Amadeo Carrizo, quien jugó la mayor parte de su carrera en el Club Atlético River Plate y un corto período con el Millonarios Fútbol Club hacia el final de su trayectoria.
Adicionalmente, en la cultura argentina «el día del arquero» es una expresión coloquial para denotar improbabilidad o un suceso futuro que se cree absolutamente improbable que se materialice.